# 雁門郡
雁門郡（鴈門郡、がんもん-ぐん）は、中国にかつて存在した郡。秦代から唐代にかけて、現在の山西省北部に設置された。

## 概要
秦のとき雁門郡が立てられた。
前漢の雁門郡は并州に属し、善無・沃陽・繁畤・中陵・陰館・楼煩・武州・汪陶・劇陽・崞・平城・埒・馬邑・疆陰の14県を管轄した。王莽のとき、填狄郡と改称された。
後漢が建てられると、雁門郡の称にもどされた。後漢の雁門郡は陰館・繁畤・楼煩・武州・汪陶・劇陽・崞・平城・埒・馬邑・鹵城・広武・原平・疆陰の14県を管轄した。
晋のとき、雁門郡は広武・崞・汪陶・平城・葰人・繁畤・原平・馬邑の8県を管轄した。
北魏のとき、雁門郡は肆州に属し、原平・広武の2県を管轄した。
583年（開皇3年）、隋が郡制を廃すると、雁門郡は廃止されて、肆州に編入された。585年（開皇5年）、代州と改称された。607年（大業3年）に州が廃止されて郡が置かれると、代州は雁門郡と改称された。雁門郡は雁門・繁畤・崞・五台・霊丘の5県を管轄した。
618年（武徳元年）、唐により雁門郡は代州と改められた。742年（天宝元年）、代州は雁門郡と改称された。758年（乾元元年）、雁門郡は代州と改称され、雁門郡の呼称は姿を消した。